# Pontal do Araguaia
Pontal do Araguaia är en kommun i Brasilien.   Den ligger i delstaten Mato Grosso, i den centrala delen av landet, 500 km väster om huvudstaden Brasília. Antalet invånare är 5 427.
Omgivningarna runt Pontal do Araguaia är huvudsakligen savann. Trakten runt Pontal do Araguaia är nära nog obefolkad, med mindre än två invånare per kvadratkilometer.